# Kamisunagawa
Kamisunagawa (上砂川町, Kamisunagawa-chō) est un bourg du district de Sorachi, situé dans la sous-préfecture de Sorachi, sur l'île de Hokkaidō, au Japon.

## Géographie

### Démographie
Au 31 mars 2015, la population de Kamisunagawa s'élevait à 3 464 habitants répartis sur une superficie de 39,98 km2.